# 东方哲学史
东方哲学流派众多，历史悠久，研究东方哲学史一般认为是受西方哲学史研究的影响于近代开始的。东方哲学中历史最早的当数中国哲学和印度哲学。其中中国哲学在东亚，东南亚有巨大影响；中国哲学于历史上深刻影响了日本和朝鲜半岛等国家地区的哲学思想。印度哲学通过佛教影响了中国哲学并在南亚有巨大影响。七世纪产生了伊斯兰阿拉伯哲学。

## 中国哲学
内容包括儒家哲学（先秦、汉、宋、明）、道家哲学（玄学）、佛教哲学的三教哲学
法家哲学、兵家哲学、 墨家哲学等的诸子百家哲学（除儒家外）
马克思主义哲学，新儒家等的近现代哲学

## 印度哲学
内容包括佛教哲学、奥义书哲学、婆罗门教哲学、顺世论 、耆那教哲学、印度近代（英国殖民统治时期）哲学、印度当代哲学等

## 阿拉伯哲学
主要包括哈兰学派哲学、凯拉母哲学、什叶派哲学、中世纪理性哲学等

## 日本哲学
包括日本儒学、日本佛教、神道教、日本近现代哲学等

## 朝鲜半岛哲学
包括朝鲜半岛的儒学，佛教哲学，神仙道等